# Corgatha ochrida
Corgatha ochrida är en fjärilsart som beskrevs av George Francis Hampson 1918. Corgatha ochrida ingår i släktet Corgatha och familjen nattflyn. Inga underarter finns listade i Catalogue of Life.